# Karl Menninger
Karl Menninger, né le 22 juillet 1893 à Topeka au Kansas et mort le 18 juillet 1990 dans la même ville, est l'un des plus importants psychiatres américains.

## Biographie
Karl Augustus Menninger fait partie d'une famille de psychiatres (son père et son frère exercent également). Il fait ses études à l'université Washburn, puis à université de l'Indiana et à l'université du Wisconsin. Il obtient son diplôme de médecine de l'Harvard Medical School en 1917 et passe un an dans la Réserve navale durant la Première Guerre mondiale. Il fait son internat en psychiatrie à Kansas City puis au Boston Psychopathic Hospital (en) avec Ernest Southard. En 1919, il retourne à Topeka où il fonde avec son père, Charles Frederick Menninger, la clinique Menninger. L'institution s'agrandit en 1925 avec l'ouverture d'un sanatorium. En 1941, il crée la Fondation Menninger. 
Après la guerre, Karl Menninger est rejoint par son frère William C. Menninger et par Karl Targownik. Il joue un rôle central dans la création du Winter Veterans Hospital de Topeka, traitant les vétérans de la Seconde Guerre mondiale. Cette institution devient l'une des plus importantes pour la formation en psychiatrie aux Amériques. Il y accueillera notamment, parmi les francophones, Georges Devereux, Henri Ellenberger et Louis Mars.

## Apports scientifiques
Son travail contribue à faire admettre que les personnes souffrant de troubles psychiatriques sont des personnes seulement un peu différentes des personnes saines pour lesquelles des traitements existent. Il expose par la suite que certains actes criminels, chez des personnes susceptibles de les commettre, peuvent être prévenus par des traitements adaptés et que le principe de « punition » est inadapté à certaines pathologies.
Karl Menninger s'attache également à défendre les droits des enfants mal-traités et abusés, ainsi que ceux des Amérindiens et des prisonniers.

## Ouvrages
- 1930 : The Human Mind
- 1956 : Man Against Himself, éd. Harcourt
- 1959 : Love Against Hate, éd. Harcourt
- 1968 : The Crime of Punishment, éd. Penguin USA
- 1988 : Whatever Became of Sin?, éd. Bantam

## Prix et distinctions
- 1981 : médaille présidentielle de la Liberté (remise par le président Jimmy Carter)